# Olympische Winterspiele 1992/Teilnehmer (Finnland)
| Gelbes Symbol für Goldmedaillen mit stilisierten Olympischen Ringen | Graues Symbol für Silbermedaillen mit stilisierten Olympischen Ringen | Braundes Symbol für Bronzemedaillen mit stilisierten Olympischen Ringen |
| ------------------------------------------------------------------- | --------------------------------------------------------------------- | ----------------------------------------------------------------------- |
| 3                                                                   | 1                                                                     | 3                                                                       |

Finnland nahm an den Olympischen Winterspielen 1992 im französischen Albertville mit 62 Athleten (49 Männer und 13 Frauen) in acht Sportarten teil. Das finnische Team belegte mit sieben Medaillen den achten Platz im Medaillenspiegel. Flaggenträger war der Eishockeyspieler Timo Blomqvist.
Der jüngste aber zugleich erfolgreichste finnische Sportler war der erst 16-jährige Skispringer Toni Nieminen, der zwei Gold- und eine Bronzemedaille gewann.

## Medaillengewinner

### Gold
| Name                                                             | Sportart    | Wettkampf      |
| ---------------------------------------------------------------- | ----------- | -------------- |
| Marjut Rolig                                                     | Skilanglauf | 5 km klassisch |
| Toni Nieminen                                                    | Skispringen | Großschanze    |
| Toni Nieminen, Risto Laakkonen, Mika Laitinen, Ari-Pekka Nikkola | Skispringen | Teamspringen   |

### Silber
| Name         | Sportart    | Wettkampf       |
| ------------ | ----------- | --------------- |
| Marjut Rolig | Skilanglauf | 15 km klassisch |

### Bronze
| Name                                                          | Sportart    | Wettkampf     |
| ------------------------------------------------------------- | ----------- | ------------- |
| Harri Eloranta                                                | Biathlon    | 10 km Sprint  |
| Toni Nieminen                                                 | Skispringen | Normalschanze |
| Jari Isometsä, Harri Kirvesniemi, Mika Kuusisto, Jari Räsänen | Skilanglauf | Staffel       |

## Teilnehmer nach Sportarten

### Biathlon
| Männer: - Harri Eloranta 4 × 7,5 km Staffel → 8. (1:27:39,5 h – 1 Strafrunde) 10 km Sprint: → (kein Fehlschuss) 20 km Einzel → 5. (58:15,7 min – 1 Fehlschuss) - Vesa Hietalahti 4 × 7,5 km Staffel → 8. (1:27:39,5 h – 1 Strafrunde) 10 km Sprint → 17. (27:25,1 min – 2 Fehlschüsse) 20 km Einzel → 6. (58:24,6 h – 1 Fehlschuss) - Kari Kataja 4 × 7,5 km Staffel → 8. (1:27:39,5 h – 1 Strafrunde) 10 km Sprint → 27. (27:46,5 min – 1 Fehlschuss) 20 km Einzel → DNF - Jaakko Niemi 4 × 7,5 km Staffel → 8. (1:27:39,5 h – 1 Strafrunde) 10 km Sprint → 57. (29:04,0 min – 2 Fehlschüsse) - Seppo Suhonen 20 km Einzel → 74. (1:07:21,3 h – 8 Fehlschüsse) | Frauen: - Mari Lampinen 3 × 7,5 km Staffel → 5. (1:20:17,8 h – keine Strafrunde) 7,5 km Sprint → 34. (27:46,1 h – 3 Fehlschüsse) 15 km Einzel → 31. (57:44,8 min – 6 Fehlschüsse) - Terhi Markkanen 3 × 7,5 km Staffel → 5. (1:20:17,8 h – keine Strafrunde) 7,5 km Sprint → 28. (27:20,7 h – 2 Fehlschüsse) 15 km Einzel → 37. (58:08,9 min – 4 Fehlschüsse) - Johanna Saarinen 7,5 km Sprint → 53. (28:48,6 h – 4 Fehlschüsse) 15 km Einzel → 45. (59:27,0 min – 3 Fehlschüsse) - Tuija Sikiö 3 × 7,5 km Staffel → 5. (1:20:17,8 h – keine Strafrunde) 7,5 km Sprint → 45. (28:21,4 h – 2 Fehlschüsse) 15 km Einzel → 14. (54:03,0 min – 1 Fehlschüsse) |

### Eishockey
Die finnische Mannschaft unterlag im Viertelfinale dem späteren Olympiasieger, dem GUS-Team. Nach der Platzierungsrunde belege Finnland letztlich den siebten Rang. Bester Scorer war Teemu Selänne mit sieben Toren und vier Assists.
Spieler:
| - Timo Blomqvist - Kari Eloranta - Raimo Helminen - Hannu Järvenpää - Timo Jutila - Markus Ketterer - Janne Laukkanen - Harri Laurila - Jari Lindroos - Mikko Mäkelä - Mika Nieminen | - Timo Peltomaa - Arto Ruotanen - Timo Saarikoski - Simo Saarinen - Keijo Säilynoja - Teemu Selänne - Ville Sirén - Petri Skriko - Raimo Summanen - Jukka Tammi - Pekka Tuomisto |

### Eiskunstlauf
Herren
- Oula Jääskeläinen → 19. Platz

Eistanzen
- Susanna Rahkamo und Petri Kokko → 6. Platz

### Eisschnelllauf
Männer:
- Harri Ilkka
500 m: 26. Platz – 38,48 s
1000 m: 34. Platz – 1:17,96 min

- Timo Järvinen
5000 m: 32. Platz – 7:30,88 min
10.000 m: 21. Platz – 14:50,75 min

### Freestyle-Skiing
Buckelpiste Männer:
- Janne Lahtela → 18. Platz
- Tero Turunen → 20. Platz
- Petri Penttinen → 41. Platz

Buckelpiste Frauen:
- Minna Karhu → 19. Platz

### Ski Nordisch

#### Langlauf
| Männer: - Jukka Hartonen 50 km frei → DNF - Jari Isometsä 10 km klassisch → 16. (29:34,4 min) 15 km Verfolgung → 12. (40:50,0 min) 50 km frei → 22. (2:12:03,5 h) Staffel: → - Harri Kirvesniemi 10 km klassisch → 6. (28:23,3 min) 15 km Verfolgung → 11. (40:34,4 min) 30 km klassisch → 10. (1:25:28,5 h) Staffel: → - Mika Kuusisto 30 km klassisch → 26. (1:28:45,6 h) 50 km frei → 23. (2:13:09,3 h) Staffel: → - Mika Myllylä 10 km klassisch → 14. (29:17,0 min) 15 km Verfolgung → 20. (41:33,1 min) 30 km klassisch → 34. (1:30:08,8 h) - Seppo Rantanen 30 km klassisch → 38. (1:30:25,6 h) - Jari Räsänen 10 km klassisch → 15. (29:25,2 min) 15 km Verfolgung → 19. (41:29,9 min) 50 km frei → 31. (2:14:53,6 h) Staffel: → | Frauen: - Marja-Liisa Kirvesniemi-Hämäläinen 5 km klassisch → 31. (15:33,2 min) 15 km klassisch → 6. (44:02,7 min) Staffel → 4. (1:00:52,9 h) - Pirkko Määttä 15 km klassisch → 17. (45:40,5 min) Staffel → 4. (1:00:52,9 h) - Tuulikki Pyykkönen 5 km klassisch → 29. (15:31,1 min) 10 km Verfolgung → 33. (30:02,5 min) - Marjut Rolig 5 km klassisch → 10 km Verfolgung → 4. (26:52,1 min) 15 km klassisch → 30 km frei → 10. (1:27:30,9 h) Staffel → 4. (1:00:52,9 h) - Sirpa Ryhänen 15 km klassisch → 22. (46:06,9 min) 30 km frei → 36. (1:33:55,7 h) - Jaana Savolainen 5 km klassisch → 26. (15:19,9 min) 10 km Verfolgung → 18. (28:43,1 min) 30 km frei → 28. (1:32:49,4 h) Staffel → 4. (1:00:52,9 h) - Päivi Simukka 30 km frei → 37. (1:34:21,7 h) |

#### Nordische Kombination
- Jari Mantila
Einzel → DNF
Mannschaft → 7. (+9:06,8)

- Sami Kallunki
Einzel → 28. (+6:01,6)

- Pasi Saapunki
Einzel → 20. (+4:35,3)
Mannschaft → 7. (+9:06,8)

- Teemu Summanen
Einzel → 24. (+5:31,3)
Mannschaft → 7. (+9:06,8)

#### Skispringen
- Risto Laakkonen
Normalschanze → 16.
Großschanze → 21.
Mannschaft →

- Mika Laitinen
Normalschanze → 5.
Großschanze → 19.
Mannschaft →

- Toni Nieminen
Normalschanze → 
Großschanze → 
Mannschaft →

- Ari-Pekka Nikkola
Normalschanze → 53.
Großschanze → 30.
Mannschaft →